# (22261) 1980 AB
1980 أي بي (ويعرف أيضًا باسم (22261) 1980 أي بي وفق تسمية الكوكب الصغير) (بالإنجليزية: 1980 AB)‏ هو كويكب ضمن حزام الكويكبات؛ وترتيبه 22261 من حيث الاكتشاف.
اكتُشف هذا الجُرم الفلكي بواسطة Zdeňka Vávrová ‏ في 13 يناير 1980.

## وصلات خارجية
- (22261) 1980 AB في قاعدة بيانات مختبر الدفع النفاث لأجرام النظام الشمسي الصغيرة

- الاكتشاف · مخطط المدار ·  العناصر المدارية · المعلمات المادية

- (22261) 1980 AB على موقع ويكي سكاي: DSS2, SDSS, GALEX, IRAS, Hydrogen α, X-Ray, Astrophoto, Sky Map, Articles and images